# Elanor Huntington
Elanor H. Huntington  é a Diretora Executiva de Digital, Instalações Nacionais e Coleções da Commonwealth Scientific and Industrial Research Organization e Professora de Cibernética Quântica na Universidade Nacional da Austrália. Ela liderou um programa de pesquisa no Australian Research Council Centre of Excellence for Quantum Computum and Communication Technology.

## Infância e educação
Huntington estudou física na Universidade Nacional Australiana e se formou em 1996 com uma Medalha Universitária. Ela decidiu que gostava de usar a ciência para ajudar os outros e mudou para a engenharia. Ela obteve seu doutorado em 1999 trabalhando em óptica quântica experimental . Huntington ingressou na Australian Defense Science and Technology Organization depois de se formar, onde trabalhou por 18 meses antes de ingressar na Universidade de New South Wales Canberra na Australian Defense Force Academy.

## Pesquisa

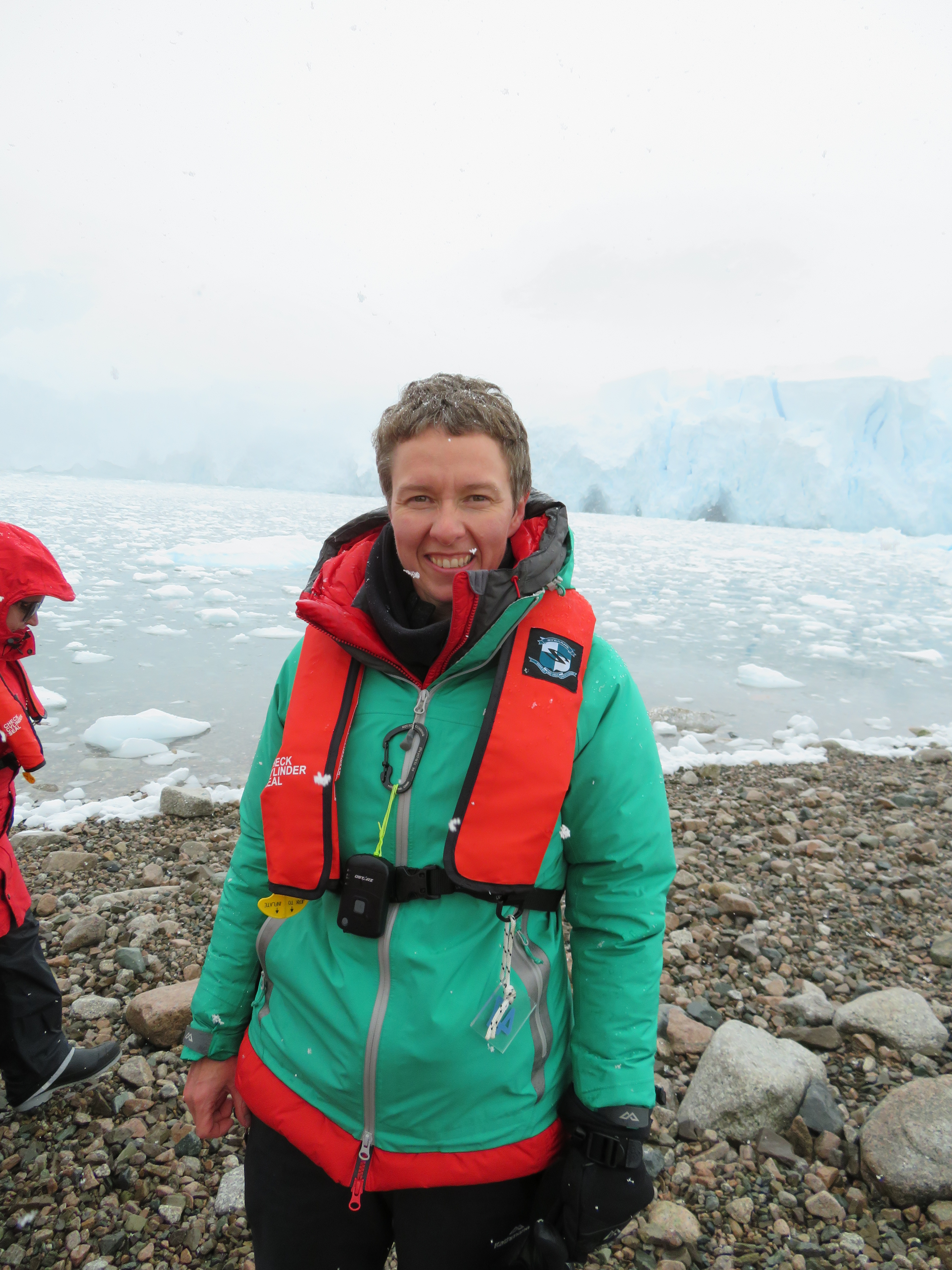
Huntington na Antártida

Huntington é especialista em medições de alta velocidade e geração de estados não clássicos. Ela trabalha com computação quântica, criando microchips ópticos que podem detectar, gerar e manipular estados de luz. Ela está interessada na interseção da teoria quântica e aplicações. Ela ingressou na Universidade de New South Wales em 2000. Ela trabalhou na Escola de Engenharia e Tecnologia da Informação da Academia da Força de Defesa Australiana na Universidade de Nova Gales do Sul, onde foi nomeada Chefe da Escola de Engenharia e TI em 2010. Ela lidera um programa de pesquisa no Centro de Excelência do Conselho de Pesquisa da Austrália para Computação Quântica e Tecnologia de Comunicação.
Em 2011, Huntington e colaboradores fizeram um grande avanço na computação quântica, demonstrando que era possível teletransportar feixes de luz quântica não gaussianas em uma superposição quântica . Atualmente, ela faz uso da tecnologia de guia de ondas, juntamente com a engenharia de sistemas, para projetar e construir tecnologias quânticas. Em junho de 2014, ela foi nomeada Reitora da Faculdade de Engenharia e Ciência da Computação da Universidade Nacional Australiana. Ela foi a primeira mulher a ser nomeada decana executiva de engenharia na Austrália, a primeira mulher a ser professora de engenharia na ANU e a primeira mulher a ser presidente do Australian Group of Eight Engineering Deans. Ela também é membro do Global Engineering Deans Council. Ela discutiu a computação quântica no Fórum Econômico Mundial.
Huntington acredita que, no futuro, a confiança do público na engenharia se tornará cada vez mais importante. Ela deu uma palestra TED em 2017 sobre Por que precisamos de engenheiros agora mais do que nunca e está liderando o Reimagine Investment na Universidade Nacional da Austrália para dar vida a essas ideias. O Reimagine Investment sob Huntington destina-se a redefinir a natureza das habilidades de engenharia e computação, quem as exercerá e como. Genevieve Bell é membro fundador da Reimagine e líder de seu principal programa para criar a próxima disciplina de engenharia. Huntington discutiu o futuro da engenharia no Festival de Escritores de Sydney . e o Australian Strategic Policy Institute, onde ela busca melhorar o equilíbrio de gênero na comunidade de engenharia.

## Honras e prêmios
Huntington foi eleita membro da Academia Australiana de Tecnologia e Engenharia em 2020, ela foi nomeada membro honorária da Engenheiro Austrália em 2017 e foi finalista nos Prêmios Eureka de 2019 .